# Liriomyza madridensis
Liriomyza madridensis este o specie de muște din genul Liriomyza, familia Agromyzidae, descrisă de Spencer în anul 1984.
Este endemică în Columbia. Conform Catalogue of Life specia Liriomyza madridensis nu are subspecii cunoscute.